# Tana Schémbori
María Rossana Schémbori Aquino, més coneguda com a Tana Schémbori (Asunción, Paraguai; 14 de febrer de 1970), és una productora i cineasta paraguaiana. És coneguda per la pel·lícula 7 cajas (2012), que va dirigir al costat de Juan Carlos Maneglia.

## Ressenya biogràfica
Llicenciada en Ciències de la Comunicació, de la Universitat Catòlica d'Asunción (UCA).
Amb el seu marit Juan Carlos Maneglia crea “Maneglia-Schémbori” productora audiovisual el 1996, i TIA (Taller Integral d'Actuació) en el 2007 enfocada a la formació d'actors per a cinema.
L'agost de 2012 van estrenar la seva primera pel·lícula, “7 cajas”, mereixedora del Premi Cinema en Construcció en el Festival de Cinema de Sant Sebastià. Va ser nominada als Premis Goya de 2013 i ha obtingut més de 30 premis internacionals.
El març de 2015 va ser triada per a presidir la Acadèmia d'Arts i Ciències Cinematogràfiques del Paraguai.
Des de jove, Tana es va involucrar en el teatre, per després incursionar en l'audiovisual, portant el ritme visual i cinematogràfic a la majoria de les seves posades i l'experiència en el treball actoral al cinema. Com a directora de teatre ha dirigit més de 10 obres amb una línia avantguardista, “Kurusú” (2003) és una de les seves principals obres, amb el qual guanya el premi Arturo Alsina al millor espectacle de l'any. Com a directora de curts, també va aconseguir reconeixements nacionals i internacionals, com el primer premi en la categoria ficció en el Festival de Cinema “La boca del lobo”, de Madrid, el 2000.
La unió professional de Juan Carlos Maneglia i Tana es dona el 1990 quan treballen en la minisèrie televisiva “La disputa”. Aquesta valuosa experiència va permetre a tots dos l'inici d'una fructífera carrera. Des de llavors van forjar junts una sèrie de reeixits treballs tant per a televisió com per a vídeo i cinema. Van realitzar la trilogia “La clase de órgano” (1990), “Artefacto de primera necesidad” (1995) i “Amor basura” (2000), tots amb repercussió internacional.
En 1999 van ser becats al New York Film Academy. Juan Carlos Maneglia va dirigir allí el curtmetratge “Say yes” i Tana “Extraños vecinos”. Tots dos curts van ser distribuïts per Atomfilm i van representar al Paraguai en festivals internacionals.
Posteriorment van dirigir les sèries d'èxit “González vs. Bonetti” i “La Chuchi”. Posteriorment van obrir el Taller Integral d'Actuació (TIA), on nens, joves i adults es capaciten en actuació.
En cinema van dirigir “7 cajas”, mereixedora del Premi Cinema en Construcció del Festival Internacional de Cinema de Sant Sebastià 2011, nominada als Premis Goya 2013, ha recorregut més de 90 festivals i va ser mereixedora de més de 28 premis internacionals.
“7 cajas” és la pel·lícula més vista en la història del cinema nacional. Ha estat estrenada en sales de cinema comercials als Estats Units, Espanya, Bolívia, el Brasil i l'Argentina.

## Filmografia
- ‘‘La clase de órgano’’ (1990) amb Juan Carlos Maneglia, curtmetratge, 10 m.
- ‘‘Artefacto de primera necesidad'’ (1995), amb Juan Carlos Maneglia, curtmetratge, 11 m.
- ‘‘Vampiros en el IMA’’ (1999), amb Juan Carlos Maneglia, curtmetratge, 8 m.
- ‘‘Extraños vecinos'’ (1999), als Estats Units, curtmetratge, 8 m.
- ‘‘Juan Carlos Maneglia: Retrospectiva’’ (1999), mediometraje, 35 m.
- ‘‘Villa Ko’eyu’’ (2000), amb Juan Carlos Maneglia, unitario, 45 m.
- ‘‘La decisión de Nora’’ (2000), amb Juan Carlos Maneglia, unitario, 30 m.
- ‘‘Amor-basura’’ (2000), amb Juan Carlos Maneglia, curtmetratge, 10 m.
- ‘‘La cartera’’ (2000), amb Juan Carlos Maneglia, curtmetratge, 5 m.
- ‘‘Tercer Timbre’’ (2001), curtmetratge, 3 m.
- ‘‘Horno ardiente’’ (2002), amb Juan Carlos Maneglia, curtmetratge, 11 m.
- ‘‘Cándida’’ (2003), amb Juan Carlos Maneglia, unitari, 55 m.
- ‘‘González vs Bonetti’’ (2005, serie, Telefuturo), amb Juan Carlos Maneglia, 12 capítols.
- ‘‘GvsB: La revancha’’ (2005, serie, Telefuturo), amb Juan Carlos Maneglia, 12 capítols.
- ‘‘La Chuchi’’ (2006, serie, Canal 13), amb Juan Carlos Maneglia.
- ‘‘Out Gorda’’ (2008), amb Juan Carlos Maneglia, curtmetratge, 10 m.
- ‘‘7 cajas’’ (2012), amb Juan Carlos Maneglia, llargmetratge, 110 m.
- ‘‘Moderat - Gita | #ENDviolence Against Children | UNICEF’’ (2013), con Juan Carlos Maneglia, curtmetratge, 4 m.
- ‘‘Taquito Militar’’ (2015), con Juan Carlos Maneglia, videoclip de Berta Rojas, 3 m.
- ‘‘Los Buscadores’’ (2017), amb Juan Carlos Maneglia, llargmetratge